# 키냐멜

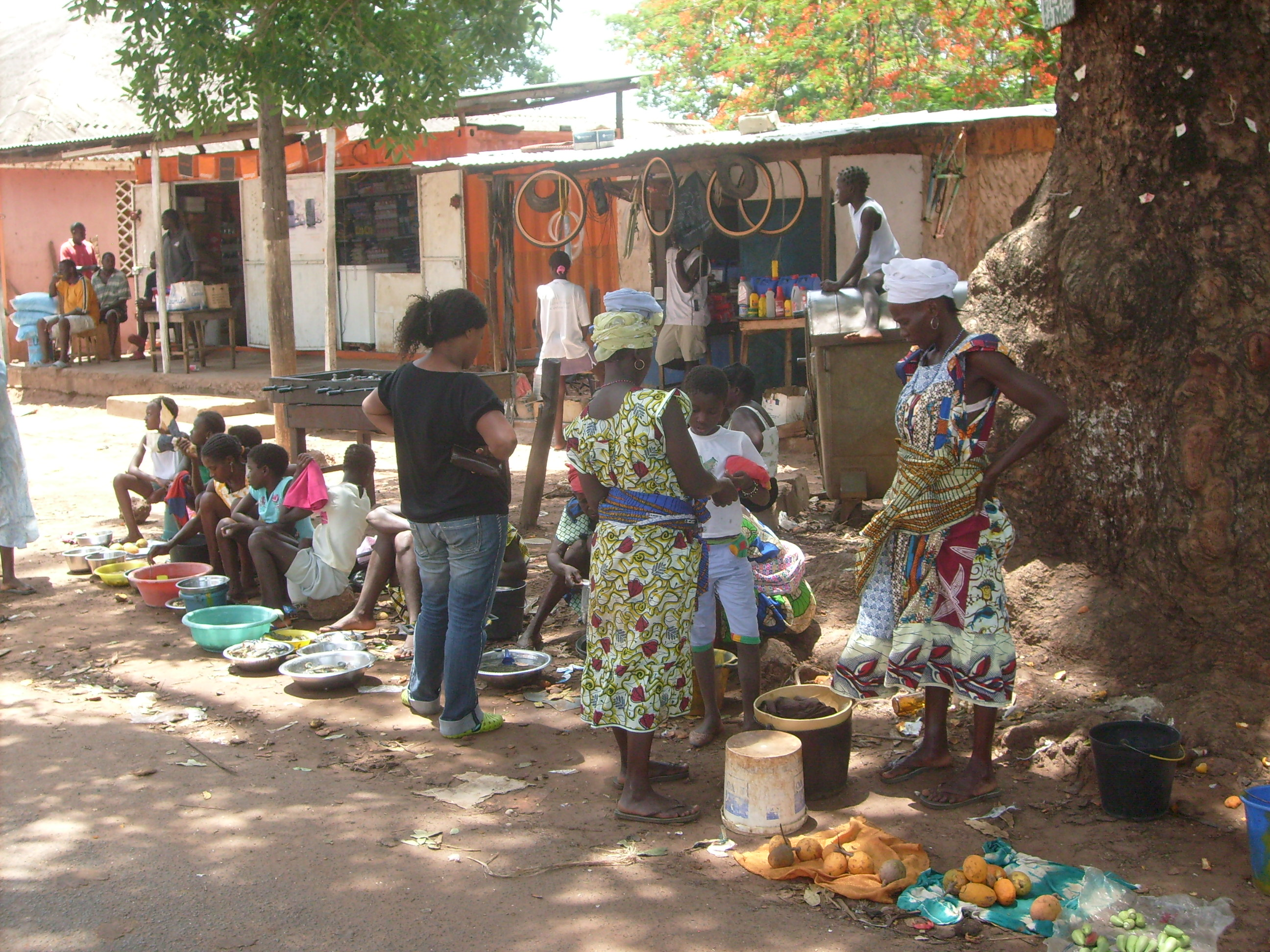
키냐멜의 시장 풍경

키냐멜(포르투갈어: Quinhámel)은 기니비사우 비옴부 주의 주도로, 인구는 2,887명(2008년 기준)이다.